# Polaroid Impulse

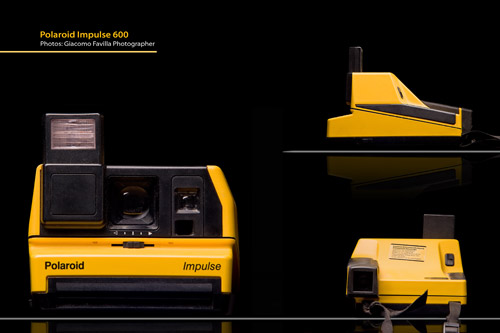
La Polaroid Impulse 600

Progettati per la serie 600 di Polaroid, i modelli Impulse hanno un design simile alle OneStep ed alle Pronto!.
Sono macchine fotografiche il cui corpo macchina è plastico e non richiudibile, l'obiettivo a singola lente plastica e fuoco fisso.
Il modello base Impulse era mostrato solitamente in grigio scuro, ma vi era una varietà di diverse colorazioni, incluso il giallo, rosso e grigio chiaro. Il corpo era dotato di zone ergonomiche rivestite di gomma per una migliore impugnatura, predisposizione per cavalletto, flash pronto-uso, e contatore di avanzamento pellicola. Il flash veniva azionato premendo sulla parte superiore della macchina, esso azionava allo stesso tempo l'unità e toglieva il coprilente mobile.
Caratteristiche comuni a tutti i modelli "Impulse" con fuoco fisso:
- Obiettivo a singola lente plastica con diaframma fisso (116 mm — f:9)
- Distanza minima di messa a fuoco di circa 1 m
- Controllo compensazione esposizione sotto l'obiettivo
- Il flash scatta ad ogni scatto; non può essere controllato.

Il modello giallo presentava, inoltre, un adesivo che ricordava agli utenti che la macchina non era subacquea.
Furono creati anche dei modelli con auto-focus chiamati
Impulse AF ed erano dotati di un obiettivo a 3 lenti di alta qualità.